# Casa Boni
A Casa Boni é um prédio histórico e tombado da cidade brasileira de Porto Alegre, capital do estado do Rio Grande do Sul. Está localizada na rua Marquês do Pombal, nº 1111, no bairro Auxiliadora. Constitui um exemplo significativo da residência burguesa das primeiras décadas do século XX. 

## Arquitetura

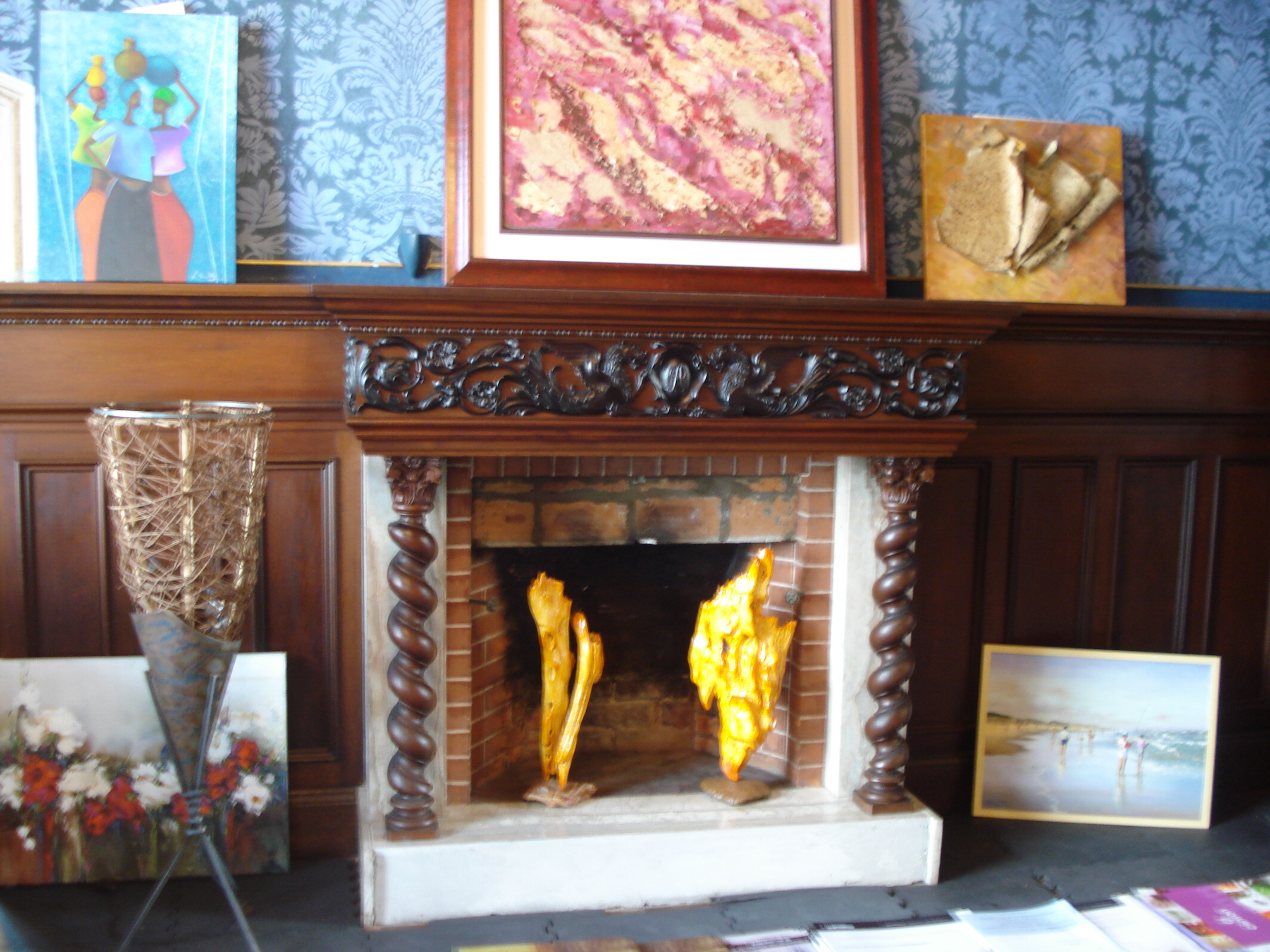
Lareira do salão principal.

Na arquitetura da época, há ainda o predomínio do chamado historicismo ou ecletismo e com a demanda de projetos residenciais este projeto apresenta a prosperidade da época.
Na história da arquitetura em Porto Alegre, este exemplar representa uma transição para a arquitetura modernista, mantendo ainda o partido e planta baixa da arquitetura do fim do século XIX. 
Projetada e construída pelo engenheiro italiano Armando Boni em 1922, a influência modernista restringe-se ao tratamento formal da obra, sem, no entanto, abandonar as leis de composição clássicas: simetria de volumes e fachada correspondendo à simetria da planta baixa, eixo central bem marcado pela escadaria e pórtico de acesso principal à residência. A equação forma x função é parcialmente resolvida à maneira modernista na diferenciação das aberturas, mas na distribuição dos espaços internos ainda é notável a predominância da simetria sobre a hierarquização/diferenciação dos espaços. 
Outro aspecto relevante é a questão técnica. Apesar de ter sido pioneiro no estado no uso do concreto armado, Armando Boni opta por uma solução estrutural convencional na construção da residência da família: paredes portantes, entrepiso com vigamento de madeira e estuque. Somente umas poucas dependências têm o entrepiso em concreto armado. O uso de elementos pré-fabricados de concreto é observável nos muros e detalhes ornamentais da fachada. Acrescente-se a expressividade e peculiaridade do tratamento elaborado e rico dado ao átrio e aos forros do salão principal. 
A cerca da frente, para a Rua Marquês do Pombal é composta por elementos pré-moldados, em argamassa de cimento armada e tela de arame galvanizado. A entrada principal é formada por dois pilares de alvenaria de tijolos rebocados, os quais suportam um telhado de proteção, com estrutura de madeira e telhas de barro. O portão de entrada de madeira com uma moldura elíptica possui as iniciais do proprietário em ferro. 
As paredes do térreo são em granito natural, e a parte superior mostra um revestimento em reboco rústico, na cor de areia. O telhado, em diversas águas, revestido com telhas de barro, tipo "marselha". O beirado é, em parte, formado por lajes de grês revestidas com reboco e, em parte, por tábuas sobre estrutura de madeira. 
Sobre as fachadas principal e laterais, o beirado sobre alvenaria apoiada sobre suportes de cimento pré-moldado. A parte superior das janelas com quadros decorativos, também em cimento. 
Além da casa em dois pavimentos estão tombados os jardins, nos quais encontram-se uma pérgola estruturada por pilares de concreto com capitéis jônicos e uma fonte com a bacia em azulejos portugueses.

## Interiores

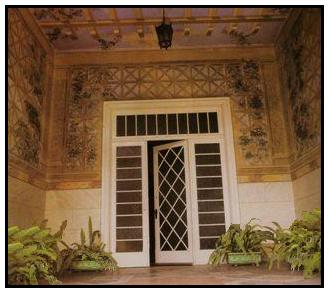
Átrio
Salão principal em 1996.Salão principal em 1996.